# Niels Turin Nielsen
Niels Christian Congo Turin Nielsen  (ur. 22 stycznia 1887 we Frederiksbergu, zm. 9 czerwca 1964 tamże) – duński gimnastyk, medalista olimpijski.
W 1904 r. podczas letnich igrzyskach olimpijskich w Londynie wystąpił w wieloboju drużynowym, zajmując 4. miejsce. W 1920 r. na letnich igrzyskach olimpijskich w Antwerpii zdobył złoty medal w ćwiczeniach wolnych drużynowo.